# Oligoclada pachystigma
Oligoclada pachystigma – gatunek ważki z rodziny ważkowatych (Libellulidae). Występuje na terenie Ameryki Południowej.